# Ivan Stepanovič Jumašev
Ivan Stepanovič Jumašev (rusko Ива́н Степа́нович Юма́шев), sovjetski pomorski častnik, * 9. oktober 1895, Tbilisi, Ruski imperij (danes Gruzija), † 2. september 1972, Leningrad, Sovjetska zveza (danes Sankt Peterburg, ZSSR).
Jumašev je bil admiral in heroj Sovjetske zveze. Med januarjem 1947 in julijem 1951 je bil vrhovni poveljnik Sovjetske vojne mornarice.
Po njem so poimenovali križarko in fregato Admiral Jumašev.

## Odlikovanja
- red Lenina (6x)
- red rdeče zastave (3x)
- red rdeče zvezde